# USCGC Glacier (WAGB-4)
El USCGC Glacier (WAGB-4), inicialmente USS Glacier (AGB-4), fue un rompehielos de los Estados Unidos. Era la cuarta nave en llevar el nombre que remite a la bahía de los Glaciares (Glacier Bay), Alaska.

## Historia
Fue construido por el Ingalls Shipbuilding en la ciudad de Pascagoula, estado de Misisipi. Fue puesto en grada el 3 de agosto de 1953 y botado el 27 de agosto de 1954. Fue puesto en servicio el 27 de mayo de 1955, inicialmente en la Armada, como USS Glacier (AGB-4).
El 30 de junio de 1966, fue retirado de la Armada para su transferencia a la Guardia Costera, donde reanudó su servicio.
El ahora USCGC Glacier (WAGB-4) apoyó anualmente las misiones de reabastecimiento de las bases en la Antártida y el Ártico.
Causó baja el 7 de julio de 1987.